# 27. Flak-Division
Die 27. Flak-Division war ein Großverband der Bodentruppen der deutschen Luftwaffe im Zweiten Weltkrieg. Zuständig war die Division bei Aufstellung für die Abwehr von einfliegenden gegnerischen Flugzeugen mittels Flugabwehrgeschützen in Ostpreußen.

## Geschichte
Hervorgegangen durch Umwandlung der vormals 11. Flak-Brigade am 19. September 1944 mit Gefechtsstand in Königsberg (Ostpreußen) unter dem Kommando von Oberst Alexander Nieper oblag der Division die Sicherung des Luftraumes (später auch Bodenkampf) nachstehender Gebiete. Sie gliederte sich zum 1. November 1944 unter ihrem neuen Kommandanten Generalleutnant Walter Kathmann wie folgt:
- Flak-Regiment 62 Westpreußen-Danzig, (nur bis Dezember 1944)
  - gemischte Flak-Abteilung 114
  - gemischte Flak-Abteilung 315
  - gemischte Flak-Abteilung 316 und
  - gemischte Flak-Abteilung 317
- Flak-Regiment 81 Ostpreußen-Königsberg,
  - gemischte Flak-Abteilung 172
  - gemischte Flak-Abteilung 214
  - schwere Flak-Abteilung 217
  - schwere Eisenbahn-Flak-Abteilung 872 E
  - leichte Flak-Abteilung 833
  - Flakscheinwerfer-Abteilung 348
  - Flakscheinwerfer-Abteilung 378
- Flak-Regiment 121 mit Regimentsstab in Bromberg
  - schwere Flak-Abteilung 213
  - schwere Flak-Abteilung 633
- Flak-Brigade 16 (nur für November 1944)
- Flak-Regiment 6 (ab 13. Januar 1945)

Anfang Januar 1945 wurde der Division die operative Führung aller im Bereich der 3. Panzerarmee befindlichen Flakeinheiten zugeteilt. Am 14. Januar 1945 begann der sowjetische Angriff auf Ostpreußen. Ihre unterstellten Regimenter lagen zu dieser Zeit im Abschnitt Gaudenz – Weichselmündung. Allerdings wurde der Führungsstab der 27. Flak-Division bereits am 31. Januar 1945 von dieser Aufgabe entbunden und nach Stargard verlegt, wo er als Verfügungsreserve auf neue Befehle warten musste. Schließlich wurde der Führungsstab im Großraum Stettin eingesetzt. Hier sollte er die Führung der Flakkräfte im Raum Fürstenberg – Odermündung übernehmen. Im Februar 1945 erfolgte ein letzter Wechsel an der Führungsspitze der Division. So übernahm am 10. Februar 1945 das Kommando Generalleutnant Walter von Hippel, der die Führung bis Kriegsende innehielt. Mit Beginn des Monats April 1945 unterstanden der Division noch folgende Verbände:
- 6. Flak-Brigade
  - Flak-Sturmregiment 6
  - Flak-Sturmregiment 21
  - Flakscheinwerfer-Regiment 84 sowie das
  - Flakscheinwerfer-Regiment 171 (ohne Verbände)

und die
- 15. Flak-Brigade
  - Flak-Regiment 138
  - Flak-Regiment 145 mit dem
  - Flak-Regiment Herzberg. (es besteht hier jedoch eine Unklarheit, da der Regimentsstab bereits am 6. April 1945 aufgelöst wurde)
    - gemischte Flak-Abteilung (Prenzlau)
    - Stab der schweren Flak-Abteilung 1106

Die letzte Gliederung der Division vom 27. April 1945 mit Gefechtsstand in Züsedom umfasste noch 89 schwere sowie 25 mittlere und leichte Batterien.

### Einsatz in den letzten Kriegstagen und Verbleib der Einheiten
- Führungsstab: im Raum Stettin am 4. Mai 1945 in sowjetische Gefangenschaft geraten.

- 6. Flak-Brigade
  - Flak-Sturmregiment 6: Reste möglicherweise in den letzten Kriegstagen Mai 1945 als Artillerieeinheit bei der 4. SS-Polizei-Panzergrenadier-Division.
  - Flak-Sturmregiment 21: nicht bekannt.
  - Flakscheinwerfer-Regiment 84: nicht bekannt.
  - Flakscheinwerfer-Regiment 171 (am 6. April 1945 in Flak-Regiment 171 umbenannt): nicht bekannt.

- 15. Flak-Brigade
  - Flak-Regiment 138: zerschlagen.
  - Flak-Regiment 145: zerschlagen, wobei einigen wenigen die Absetzung in amerikanische Gefangenschaft, u. a. der Kommandant gelungen ist.
  - Flak-Regiment Herzberg: unbekannt, da der Regimentsstab am 6. April 1945 aufgelöst wurde. Über den Verbleib ihrer beiden Abteilungen ist nichts bekannt. Inwieweit die Gliederungszahlen noch als realistisch anzusehen waren, muss aufgrund der genannten Fakten ungeklärt bleiben.